# Something Like Human
Something Like Human  —en español: Algo parecido a la humana— es el segundo álbum de la banda de rock alternativo Fuel. El álbum fue lanzado el 19 de septiembre de 2000, se extrajeron los siguientes sencillos: "Hemorrhage (In My Hands)", "Innocent", "Bad Day" y "Last Time". Something Like Human el #17 en los Billboard Top 200 de EE. UU.,  y contó con su primer EE. UU. Top 40 con "Hemorrhage (In My Hands)" que alcanzó el #30 en los Billboard Hot 100. Sigue siendo una de sus canciones más populares hasta la fecha.
El álbum fue certificado doble platino estado por la RIAA el 25 de septiembre de 2001. El álbum también fue certificada de Oro (50.000 unidades) en Canadá en junio de 2001. Hasta la fecha, Something Like Human es el mejor vendido de la banda.
Algunas ediciones tenían un disco extra en lugar de bonus tracks solo. El disco Bonus tenía las tres canciones bonus plus "Walk the Sky", una canción de bonus track de Sunburn. Este disco también tenía un contenido multimedia que incluía videos musicales para "Hemorrhage (In My Hands)", "Innocent".
El título del álbum proviene de una letra de la canción "Prove".

## Lista de canciones
| N.º | Título                     | Escritor(es)          | Duración |  |
| 1.  | «Last Time»                |                       | 3:42     |  |
| 2.  | «Hemorrhage (In My Hands)» |                       | 3:56     |  |
| 3.  | «Empty Spaces»             |                       | 3:25     |  |
| 4.  | «Scar»                     |                       | 3:16     |  |
| 5.  | «Bad Day»                  |                       | 3:15     |  |
| 6.  | «Prove»                    |                       | 2:54     |  |
| 7.  | «Easy»                     |                       | 4:26     |  |
| 8.  | «Down»                     | Bell, Brett Scallions | 3:32     |  |
| 9.  | «Solace»                   |                       | 2:57     |  |
| 10. | «Knives»                   | Scallions, Bell       | 3:18     |  |
| 11. | «Innocent»                 |                       | 3:40     |  |
| 12. | «Slow»                     |                       | 4:23     |  |

Relanzamiento
| Reissue |                                            |                           |          |  |
| N.º     | Título                                     | Escritor(es)              | Duración |  |
| 13.     | «Hemorrhage (In My Hands)» (acoustic)      |                           | 3:52     |  |
| 14.     | «Daniel» (Elton John cover)                | Elton John, Bernie Taupin | 4:29     |  |
| 15.     | «Going to California» (Led Zeppelin cover) | Jimmy Page, Robert Plant  | 3:52     |  |

## Personal
Banda
- Brett Scallions: voz principal, guitarra rítmica.
- Carl Bell: guitarra, coros
- Jeff Abercrombie: Guitarra baja.
- Kevin Miller: batería